# 凱斯特納協會展覽館
凱斯特納協會展覽館（德語：kestnergesellschaft）是位於德國漢諾威的一座美術館。

## 历史
展覽館成立於1916年，目的是為了促進藝術發展。1936年，展覽館受到納粹壓力，被迫關閉。1990年代之後，由於舊展覽館不敷使用，展覽館在1997年搬入現址。

## 外部連結

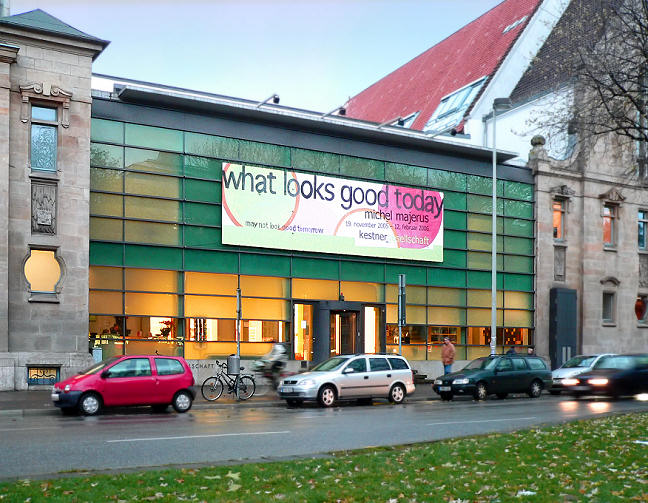
凱斯特納協會展覽館, 成立於1916年

- kestnergesellschaft website

52°22′39″N 9°43′54″E / 52.37750°N 9.73167°E